# Naaman
Naaman (in ebraico נַעֲמָן che significa "piacevolezza")  è stato un generale arameo di Ben-Hadad II al tempo di Ioram, re di Israele. È menzionato nel capitolo 5 del secondo dei Libri dei Re della Tanakh. Secondo il racconto, era ammalato di tzaraath. Quando una giovane schiava ebrea rivelò alla moglie che un profeta in Samaria avrebbe potuto curare il suo padrone, Naaman ottenne una lettera da Ben-Hadad e si recò con questa da Joram. Il re di Israele sospettò di questo come di un disegno malvagio contro di lui e si stracciò le vesti. Quando il profeta Eliseo seppe questo, mandò a chiamare Naaman. Naaman fu successivamente guarito dalla lebbra immergendosi sette volte nel fiume Giordano, secondo la parola di Eliseo. Naaman inoltre rinunciò a Rimmon dopo essere stato guarito grazie ad Eliseo.
Naaman è inoltre citato nel capitolo 4 del Vangelo secondo Luca nel Nuovo Testamento.